# Военная дорога

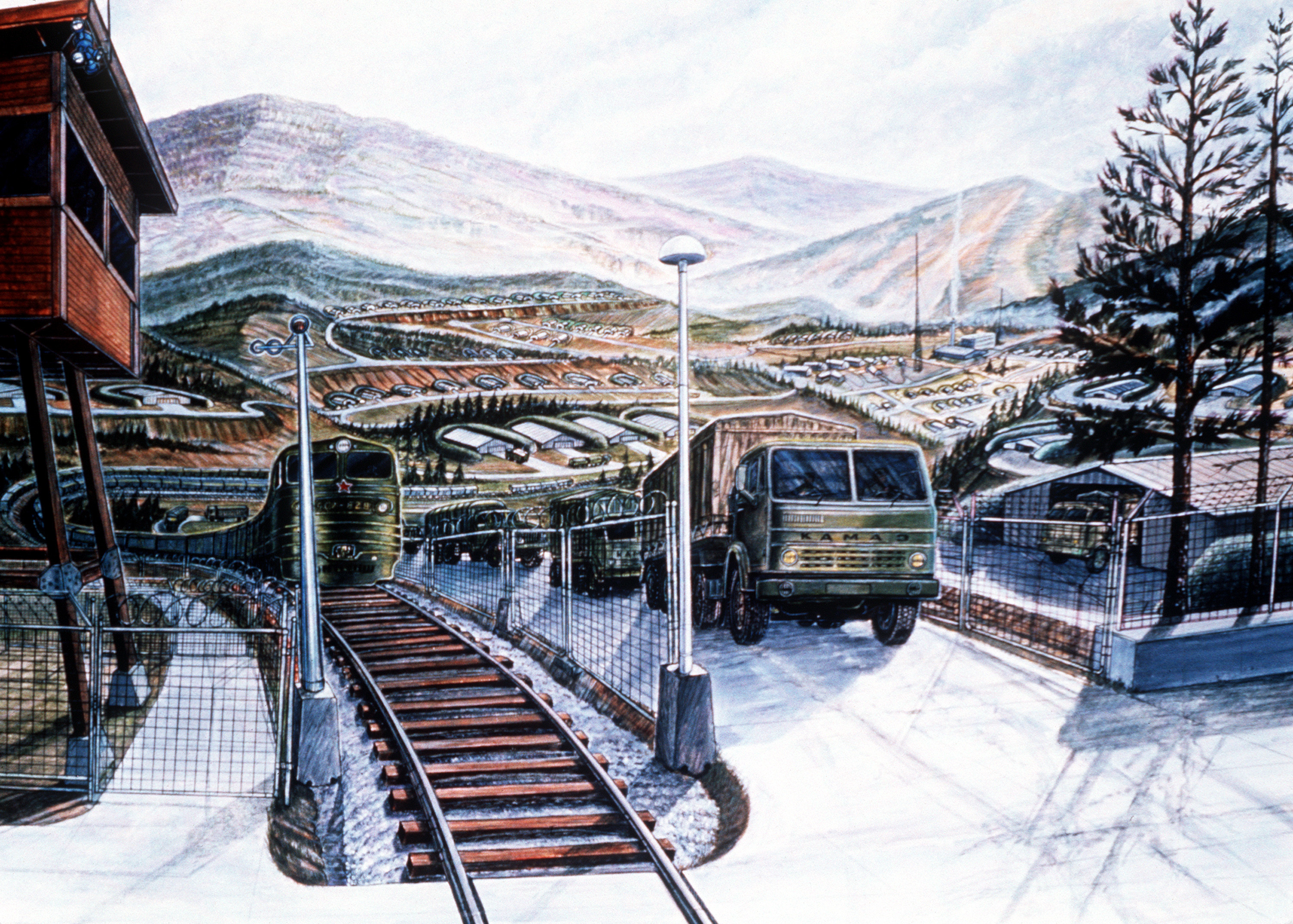
В этой выдумке западного художника поезд и колонна во главе с тягачом КамАЗ-5410 громыхают по складу вооружения в горном районе Восточной Европы. В военное время склад будет использоваться для поддержки операций советских передовых сухопутных войск, 1989 год.

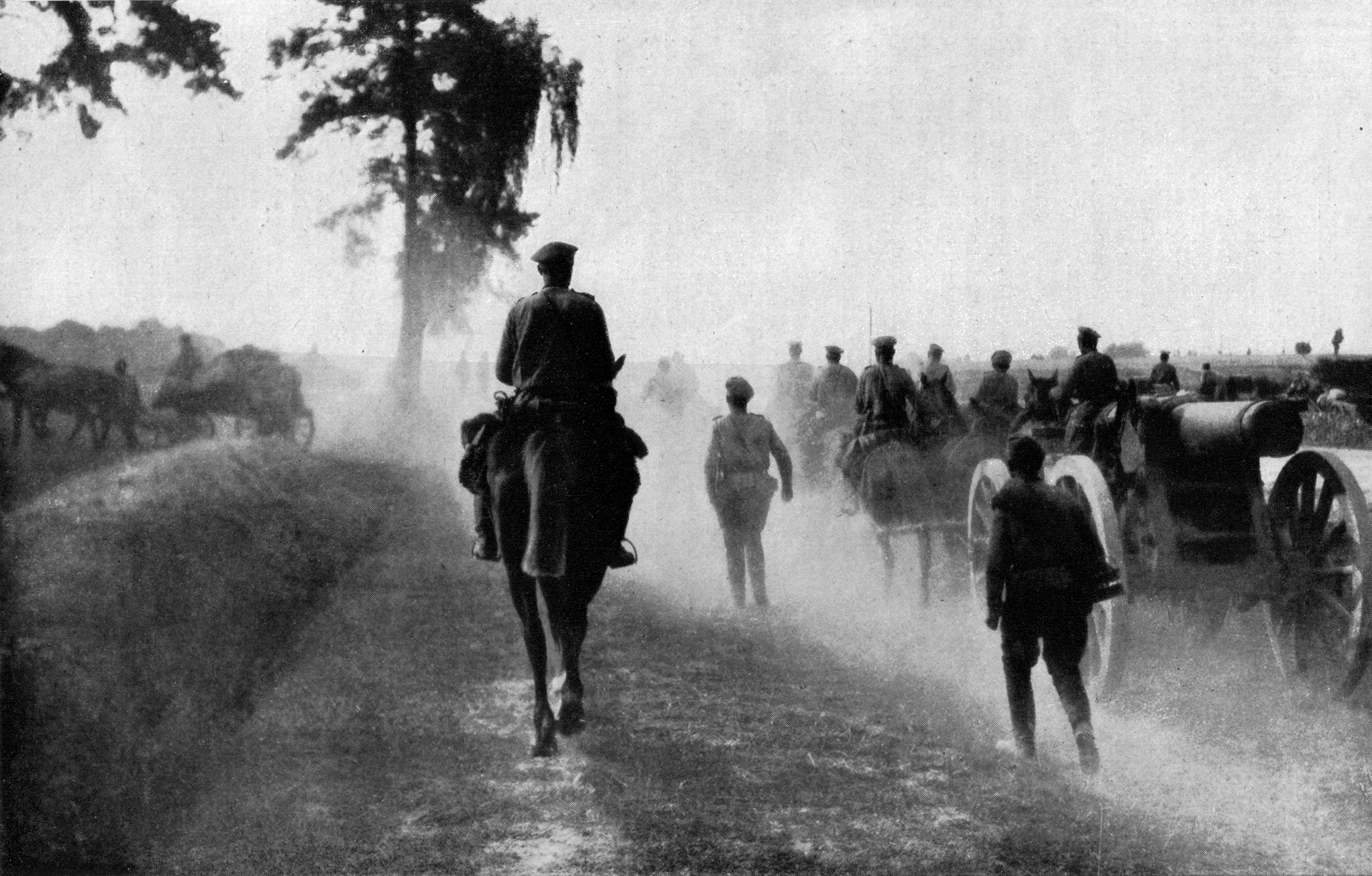
Русская артиллерия на марше, 1917 год.

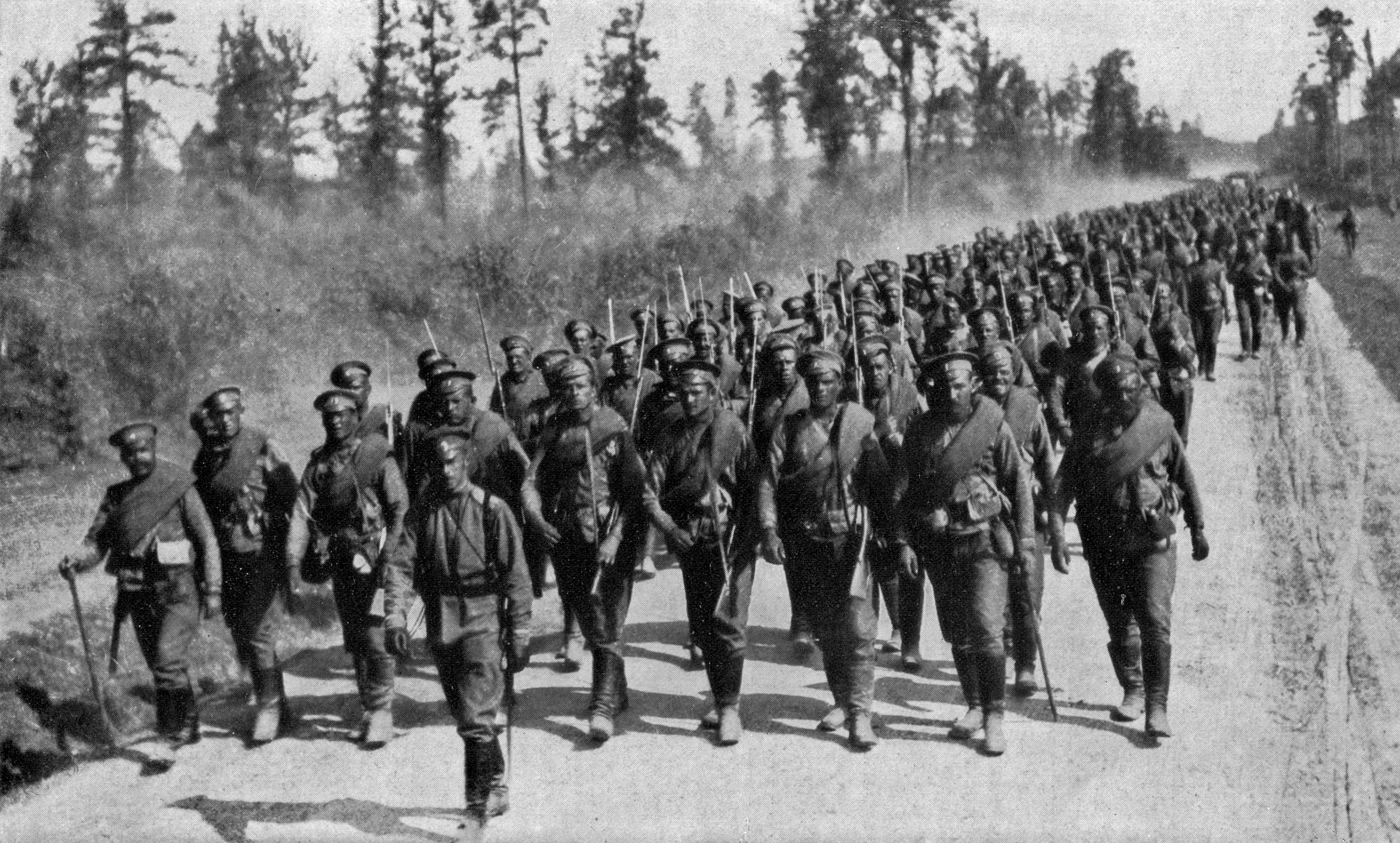
Русская пехота на марше, 1917 год.

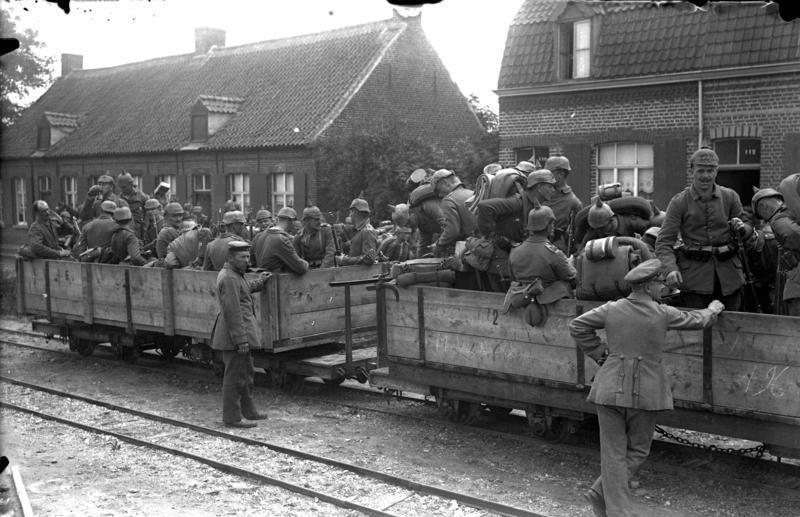
Германская военно-полевая железная дорога 1914 или 1915 год,
Первая мировая война.

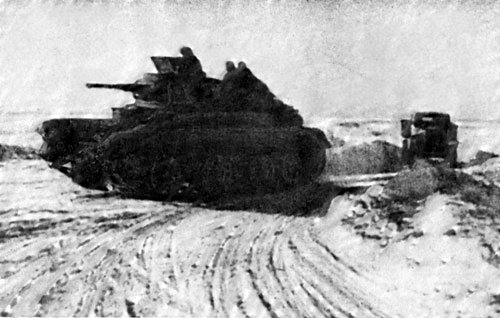
Движение вооружения и военной техники по 101-й военно-автомобильной дороге

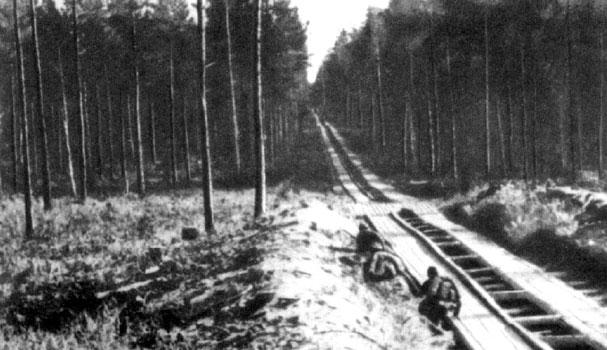
Колейный участок Фронтовой военно-автомобильной дороги Волховского фронта, через лесисто-болотистую местность, у Ладожского озера.

Юрий Пименов. «Фронтовая дорога», 1944 год.

Памятник воинам-дорожникам на Минском шоссе, Московская область (установлен Росавтодором в 2014 году)

Военная дорога, Этапный путь, Коммуникационная линия (Этапная линия) — пути сообщения для военных сообщений, постройка которых вызвана военными соображениями, используется как в мирное, так и в военное время, для обеспечения движения и перевозки войск (сил), вооружения и военной техники вооружённых сил, а также снабжения войск (сил) всем необходимым.
Военная дорога как система путей подвоза (этапы) всех видов снабжения для армии состоит из железнодорожного, водного (иногда) и грунтового участков.

## История
Ещё в древние времена во многих государствах и странах строились военные дороги (viae militeres) например Аппиева дорога (Via Appia).
На Руси (России) ещё в древних походах войска вынуждены были выполнять дорожные работы, строить мосты и наводить переправы. При подготовке к походу на Новгород в 1014 году князь Владимир Святославович приказал «теребить путь и мостить мосты». Для этого специально готовились и высылались вперед сборные отряды, в состав которых входили мастеровые по строительству дорог и мостовым работам.
В 1809 году в Российской империи было издано «Учреждение об управлении водными и сухопутными сообщениями», по которому все водные и сухопутные пути сообщения империи разделялись на 10 округов, во главе которых назначались окружные начальники. Окружные начальники подчинялись главному директору, при котором был учреждён совет в составе трёх советников, являющихся генерал-инспекторами водных и сухопутных сообщений, а также экспедиция из трёх отделов, ведовшими:
- 1-й — водными сообщениями;
- 2-й — сухопутными сообщениями;
- 3-й — торговыми портами.

Выбор почтовых трактов или других путей сообщения под военные дороги и приписка к ним соответствующей полосы земли производились на заседании у начальника главного штаба по докладу генерал-квартирмейстера и дежурного генерала. Это решение утверждалось главнокомандующим и поступало на исполнение к генерал-вагенмейстеру и директору военных сообщений.
Согласно «Общим правилам о военных дорогах», от 1812 года, они могли быть четырёх родов:
1. От армии в Империю;
2. От одной армии к другой;
3. От Главной квартиры, или от средоточия действий к разным пунктам операционной линии;
4. Военные дороги могут быть постоянные и временные[1].

Полоса военной дороги, в зависимости от условий, могла быть в ширину до четырёх миль или 28 вёрст. Снабжение провиантом, фуражом и иными ресурсами действующей и резервной армий осуществлялось по военным дорогам, которые избирались и пролегали по наиболее населённым землям империи, союзников или неприятеля. Управление военными дорогами осуществлял генерал-интендант армии. На военных дорогах через каждые 14 верст устраивались станция (этапная станция). Станции комплектовались провожатыми, конной тягой, подводами. На станциях содержалось в среднем около 1 200 лошадей, из которых «попеременно» использовалась 1/6 часть. 10 лучших лошадей отводились для курьеров. На станциях оборудовались помещения для содержания отрядов (партий), следующих в места назначения. Обеспечивалось их питание, медицинское обслуживание. На каждые три станции полагался офицер с караулом. На военных дорогах устраивались магазины. По военным дорогам запрещалось перемещение «больших отрядов» кавалерии, для них учреждались «особые дороги». К военным дорогам также относились и «водяные сообщения» — судоходные реки.
Из военных дорог до сих пор сохранились:
- Военно-Осетинская дорога[9][10];
- Военно-Грузинская дорога[11][12][13];
- Военно-Сухумская дорога;
- и другие.

С середины XIX века началось использование в военных целях железных дорог. Так, когда в 1847 году был открыт первый участок железной дороги Санкт-Петербург-Москва (между Петербургом и Колпином), то уже 4 июня следующего года по нему была перевезена направлявшаяся из Колпина в Санкт-Петербург партия рекрутов в количестве 250 человек, а 24—27 августа из Санкт-Петербурга в Колпино были перевезены три полка 1-й гренадерской дивизии в количестве 7 500 человек, следовавшие в Новгород по окончании лагерного сбора. 24 ноября 1851 года было издано первое циркулярное распоряжение военного министерства и приказ по генеральному штабу № 448 от того же числа о регулярном использовании железной дороги для воинских перевозок.
Первые случаи использования железных дорог в военное время имели место уже в 50-е — 60-е годы XIX века. Во время франко-итало-австрийской войны 1859 года впервые по железной дороге были оперативно переброшены крупные войсковые формирования (железнодорожный манёвр). Это способствовало успешному наступлению войск.
В 1868 году в России приказом военного министра был создан Комитет по передвижению войск, при Главном штабе и была учреждена должность заведующих передвижением войск на линиях железных дорог и водных. В районах, прилегающих к границам, по требованиям военных строилась более густая сеть железных дорог и сооружались рокадные линии для переброски войск с одних участков приграничной полосы на другие.
В Тироле, между Боценом и Фондо в Нонсбергтале, в 1880—1885 годы, была проведена военная дорога Мендель (Mendel, Mendelpass).
Несмотря на быстрый рост железнодорожной сети Российской империи, к началу Первой мировой войны число железнодорожных линий, выходивших к западной границе Российской империи от устья Немана до устья Дуная, составляло с российской стороны 13, а со стороны Германии и Австро-Венгрии — 32. Россия могла подавать к фронту ежесуточно 223 эшелона, Германия — 550, Австро-Венгрия — 226. Благодаря развитому железнодорожному транспорту Германия и Австро-Венгрия имели возможность закончить сосредоточение своих сил между 13-м и 15-м днями мобилизации, тогда как Россия могла это сделать только на 28-й день и то не полностью.
В ходе Первой мировой войны, личным составом частей и соединений ЖДВ ВС России, было построено около 300 километров ширококолейных железных дорог и до 4 000 километров узкоколейных, восстановлено более 4 600 километров верхнего строения пути и почти 5 000 километров телефонно-телеграфных линий железнодорожной связи.
Во время Второй мировой и Великой Отечественной войн выяснилось, что военный железнодорожный транспорт требует отвлечения больших сил для его защиты от авиации противника и из-за образования поврежденных участков железных дорог, мостов, перегрузочных районов, и может применяться лишь ограниченно на большом удалении от линии фронта. Автомобильный транспорт, который был главным средством перевозок во фронтовом, армейском и войсковом тылу, обладал большей живучестью по сравнению с железнодорожным на ВАД.

## Виды и типы
К числу военных дорог, сооружаемых в мирное время, относятся дороги крепостные и военные улицы, в том числе и крепостные военные железные дороги, стратегические шоссе, автомобильные дороги специального значения — комплекс инженерных сооружений для безопасного движения вооружения и военной техники с расчётными скоростями и нагрузками.
Узкоколейные полевые, крепостные военные железные дороги.
В военное время использовались узкоколейные полевые и крепостные военные железные дороги, военно-автомобильные дороги (военная автомобильная дорога) и колонные пути.

### В военном отношении
В военном отношении военные дороги подразделяются на:
- маршевые, по ним войска могут двигаться в походном порядке: пехота по отделениям, кавалерия по три или по шести и артиллерия в колонне в одно орудие. Для этого маршевая дорога должна быть не уже двух саженей;
- позиционные, должны быть много шире, по ним войска должны иметь возможность двигаться в резервных колоннах для перемещения резервов; для этой цели расчищают полосу не меньше 25 саженей. В позиционных дорогах нужно обращать особенное внимание на их маскировку.

## Формирования
Для строительства, эксплуатации, ремонта и восстановления военных дорог использовались и используются специальные войска вооружённых сил государства:
- Инженерные[25];
- Дорожные[26];
- Железнодорожные[27];
- Трубопроводные.

В вооружённых силах некоторых государств мира данный вид обеспеченья оказывают транспортные войска или их формирования, в видах ВС.